# Fabien Paschal
Fabien Paschal, né le 17 avril 1991 à Créteil dans le Val-de-Marne, est un joueur français de basket-ball. Il évolue aux postes de pivot et d'ailier fort.

## Biographie
Fabien Paschal est formé au Saint Thomas Basket Le Havre. Il est l'un des meilleurs joueurs du championnat espoir où il joue pivot mais peine à s'imposer dans le championnat professionnel où il est positionné comme ailier fort.
Au début de la saison 2013-2014, l'ailier fort américain du Havre Brian Boddicker se blesse et Paschal obtient plus de temps de jeu. Il est titularisé 5 fois en 6 rencontres et ses statistiques augmentent (9,5 points et 5,2 rebonds de moyenne en 21 minutes). L'arrivée de Marc Salyers limite le temps de jeu de Paschal qui évolue parfois comme ailier fort, parfois comme pivot mais Salyers est rapidement licencié par le club.
À l'été 2014, Paschal signe un contrat de 3 ans avec le BCM Gravelines. Peu utilisé à Gravelines, il est rapidement prêté à l'Étoile de Charleville-Mézières, club de seconde division.
Au mois de juillet 2019, il rejoint l'ALM Évreux, club pour lequel il avait été pigiste médical lors de la saison précédente avant de retourner au Havre pour la fin de saison 2018-2019 de NM1. Au mois de mai 2020, il prolonge son contrat pour deux saisons supplémentaires.

## Palmarès
- Finaliste du Championnat d'Europe de basket-ball des 18 ans et moins 2009
- Vainqueur de la Leaders Cup Pro B 2022

## Distinctions
- MVP de la finale de Leaders Cup Pro B 2022